# Эйхен, Яков Яковлевич
Яков Яковлевич Эйхен (Эйхен 1-й; 1770 — не ранее 1843) — русский генерал-лейтенант (1831), Петергофский комендант (1826—1843). 

## Биография
Выходец из остзейских немецких дворян, сын обер-офицера. Окончил Горное училище, откуда был выпущен в 1790 году шихтмейстером в географический департамент Горного ведомства. В 1793 году Эйхен был по собственному прошению уволен от службы в Горном ведомстве и, с переименованием в поручики, был переведён в армию и зачислен в Генеральный штаб.
В марте 1794 года Эйхен был командирован в Ригу, к войскам генерал-аншефа (будущего фельдмаршала) Репнина. Позднее в том же году находился в Польше, где принимал участие в боевых действиях против повстанцев. 
После упразднения Генерального штаба (который позже будет восстановлен), Эйхен был зачислен в Свиту Его Императорского Величества по квартирмейстерской части. В 1796—1797 годах участвовал в демаркации русской границы между реками Наревом и Западным Бугом.
В 1805 году, в ходе Войны третьей коалиции, Эйхен служил в корпусе генерала Беннигсена, который через Пруссию и Силезию был направлен в поддержку главным силам русской армии, но не поспел к Аустерлицкому сражению и вынужден был отойти обратно в Россию. В ходе Войны четвёртой коалиции Эйхен участвовал в сражении с французами при Пултуске, а под Гейльсбергом занимался разведкой местности и укреплением позиций для будущего сражения.  
В 1807—1810 годах Эйхен состоял при Главной квартире. В 1810 году был командирован в Волынскую и Подольскую губернию офицером для поручений при генерале Бере. 
В 1819 году был произведён в генерал-майоры, в 1821 году был назначен управляющим Петергофским дворцовым правлением, а через пять лет — Петергофским комендантом. В 1831 году, находясь в той же должности, Эйхен был произведён в генерал-лейтенанты. В 1841 году, по собственной просьбе был уволен от должности управляющего Петергофским дворцовым правлением, с оставлением в должности петергофского коменданта, но в 1843 году был вынужден по болезни выйти в отставку.
Генерал-лейтенант Эйхен пользовался значительным доверием императора Николая I, который предпочитал Петергоф всем прочим загородным императорским резиденциям. Летние месяцы Николай и его семья проводили обычно именно в Петергофе, где в то время развернулось активное дворцовое строительство. Занимая должность управляющего Петергофским дворцовым правлением 20 лет (1821—1841), Эйхен непосредственно отвечал за надзор за строительством и за материально-техническое обеспечение строительных работ.
При Эйхене в Петергофе появились полиция и пожарная часть, причём современная пожарная часть № 24 до сих пор размещается в зданиях, выстроенных по его приказу. 
Имя генерала в Петергофе носит Эйхенская улица, которая, по некоторым данным, была названа так в 1836 году, т. е. ещё при жизни генерала. В советские годы была переименована в улицу Карла Либкнехта, в 1993 году историческое название было возвращено.

## Награды
- Орден Святой Анны 4-й степени (8 января 1807)
- Орден Святого Владимира 4-й степени с бантом (22 мая 1807)
- Орден Святого Георгия 4-й степени (№ 3190; 26 ноября 1816)
- Орден Святой Анны 2-й степени (10 июля 1818)
- Орден Святой Анны 1-й степени (19 июля 1829)
- Знак отличия беспорочной службы за XLV лет
- Знак отличия беспорочной службы за L лет (1831)
- Орден Святого Владимира 2-й степени (19 марта 1840)[2]
- Орден «Pour le Mérite» (1807, королевство Пруссия)[3]
- Орден Красного орла 2-го класса со звездой (королевство Пруссия)

## Семья
Родной брат — генерал-лейтенант Фёдор Яковлевич Эйхен (Эйхен 2-й; 1779—1847), Ораниенбаумский комендант.
Племянники — художник Александр Фёдорович Эйхен (1818—1846), ученик К. Брюллова и генерал-майор Фёдор Фёдорович Эйхен (1821—1877).